# Oscar Pauli
Oscar Pauli (* 8. September 1938 in Ravensburg; † 21. September 2005) war ein deutscher Politiker (SPD).

## Leben
Pauli besuchte die Schule in Meckenbeuren und Ravensburg. Sein Interesse an Luft- und Raumfahrt brachte ihn zu den Dornier-Werken, bei denen er als Konstrukteur im Flugversuch begann, später saß er dem dortigen Betriebsrat vor. Er war maßgeblich an der Rettung der Firma beteiligt, indem er entlassene Vorstandsmitglieder wieder einstellen konnte. Nach 33 Arbeitsjahren ging er letztlich in Rente. Nebenher betrieb er eine Wäscherei.
1968 trat Pauli der SPD bei. Für diese saß er im Stadtrat und im Kreistag. Er gehörte auch der IG Metall an. 1972 wurde er über ein Zweitmandat im Wahlkreis Wangen in den Landtag von Baden-Württemberg gewählt. Am 10. September 1974 legte er jedoch sein Landtagsmandat nieder, nachdem sich der Verdacht erhärtete, dass er überhöhte parlamentarische Diäten erhalten haben könnte. Sein Nachrücker wurde Alfred Steiner. 1977 wurde er wegen „leichtfertiger Steuerverkürzung“ zu einer Geldbuße von 2000 Deutschen Mark verurteilt. Pauli starb nach einer Bandscheibenoperation an Herzversagen.

## Ehrungen
- Bundesverdienstkreuz am Bande (30. November 1998)[3]